# 黑薩滿教
黑薩滿教是在蒙古和西伯利亞流傳的一種薩滿教。 它特別反對融合了藏傳佛教儀式和傳統的黃薩滿教。黑薩滿通常被認為與邪靈合作，而白薩滿則與上層世界的靈魂合作。
公元16世紀，阿勒坦汗皈依後，佛教傳入蒙古。1691年，外蒙古被清朝吞併後，佛教成為整個地區的主要宗教，薩滿教開始融入佛教元素。18世紀北蒙古狩獵部落對（佛教）統治集團喀爾喀蒙古人的暴力抵抗導致了黑薩滿教的建立。

## 精神世界和階級
克勞斯·黑塞根據可追溯到 13 世紀的資料，描述了以宗族為基礎的蒙古社會中復雜的精神等級制度。萬神殿中最高的群體包括99位騰格里（其中 55 位是仁慈或白色的，44 位是可怕或黑色的）、77 位natigai或大地母親，此外還有其他神明。長生天只有領袖和大巫師才會召喚，並且是所有氏族共有的。在這之下，三群祖靈佔據了主導地位。Lord-Spirits是氏族領袖的靈魂，氏族的任何成員都可以向他們尋求身體或精神上的幫助。保護神包括大巫師 (ĵigari) 和巫師 (abĵiya) 的靈魂。守護神由較小的男薩滿 (böge) 和女薩滿 (idugan) 的靈魂組成，並與氏族領土上的特定地點（包括山脈、河流等）有所關聯。
大、白、小、黑（在薩滿、騰格里等）之間的區別也形成了另外三個精神群體的階級劃分，由「沒有被薩滿教儀式引入祖先交流的靈」組成，但仍然可以求助於他們——他們被稱為「接受懇求的三者」(jalbaril-un gurban)。白色的是氏族貴族，黑色的是平民，第三類是「奴隸的惡靈和非人類的妖精」。 白薩滿只能崇拜白色的靈（如果他們召喚黑靈，他們會失去了崇拜和召喚白靈的權利），黑薩滿只能崇拜黑色的靈（並且由於太害怕黑靈會懲罰他們而不敢召喚白靈）。 黑色或是黑色會根據社會地位被分配給靈，而薩滿則根據他們的祖先精神或薩滿血統的精神的能力和分配。

## 蒙古黑薩滿教
根據 Otgony Purev 的說法，這種做法可以追溯到成吉思汗，並且是由達爾哈德人踐行的，無視喀爾喀人引入該地區的佛教。在蒙古人民共和國共產黨統治期間，各種薩滿教被極左政府鎮壓；1991年後，蘇聯影響的時代結束，宗教（包括佛教和薩滿教）捲土重來。

## 延伸閱讀
- 西伯利亞的薩滿教（英语：Shamanism in Siberia）
- 大雁鹿（英语：Dayan Deerh）
- 黑魔法
- 騰格里